# フロッギング・モリー
フロッギング・モリー (Flogging Molly) は、1997年に結成したカリフォルニア州ロサンゼルス出身のアメリカ合衆国のアイリッシュ・パンクバンド。

## 略歴
ボーカリストのデイブ・キング（Dave King）はダブリン育ちで、元々はイギリスのヘビーメタルバンドファストウェイで活躍していたが、アメリカに移住してからはロサンゼルスにあるアイリッシュパブMolly Malone'sにて、毎週月曜に生まれ故郷アイルランドの音楽を演奏し始めた。
1993年初代ギターリストで現プロデューサー業も行っているTed Hutt、ベースプレーヤーにJeff Peters、フィドルに現メンバーでもあるブリジット・レーガンと知り合いセッションを行っていく。そんな当時の彼らの音楽性に惹かれて集まった人が現在のメンバー構成と固まっていく。
度々、来日公演を行っており、2006年、2010年にフジ・ロック・フェスティバルに出演している。

## メンバー
- デイブ・キング（Dave King）(Vo,G,Bodhrán)
- ブリジット・レーガン （Bridget Regan）(Fiddle,Whistle,Vo)
- デニス・ケーシー（Dennis Casey）(G,Vo)
- マット・ヘンスリー（Matt Hensley）(Accordion,Concertina,Vo)
- ネイサン・マックスウェル（Nathen Maxwell）(B,Vo)
- ボブ・シュミット（Bob Schmidt）(Mandolin,Banjo, Vo)
- ジョージ・シュウィンツ（George Schwindt）(Dr, Percussion)

## ディスコグラフィ

### アルバム
- Swagger (2000)
- Drunken Lullabies (2002)
- Within a Mile of Home (2004)
- Float (2008)
- Speed Of Darkness (2011)
- Life Is Good  (2017)

### ライヴ・アルバム
- Alive Behind the Green Door (1997)
- Whiskey on a Sunday (2006)
- Live at the Greek Theatre (2010)

### ミニアルバム
- Complete Control Sessions (2007)

## 備考
2008年パンクスプリング東京の来日中、デイブ・キングとメンバーのブリジット・レーガンが4月7日東京渋谷にある氷川神社にて結婚した。